# ...e l'ottavo giorno...
...e l'ottavo giorno... (...and on the Eight Day...) è un romanzo giallo del 1964 di Ellery Queen.

## Trama
Aprile 1944. Gli Stati Uniti sono in guerra ed Ellery Queen sta tornando a New York in automobile, proveniente da Hollywood, dove è stato convocato dall'esercito per scrivere sceneggiature di film di propaganda. Durante una sosta in una stazione di servizio dal bizzarro nome di Emporio della Fine del Mondo, s'imbatte in un vecchio eremita dall'aria venerabile. Stanco e sull'orlo di un esaurimento nervoso per i mesi di duro lavoro, Ellery si perde nel deserto tra California e Nevada. Scopre così per caso l'esistenza di un villaggio abitato da una comunità rimasta isolata dal mondo per generazioni, il cui patriarca è proprio il bizzarro eremita incontrato all'emporio. Costui lo accoglie come se lo stesse aspettando, e gli rivela che la sua venuta era prevista dai libri su cui si fonda la fede della comunità. Ellery apprende che il suo arrivo significa che una grave calamità sta per abbattersi sul villaggio, e che egli è destinato dalle antiche profezie a fungere da guida in questa crisi. Gli antichi testi non svelano la natura della disgrazia; ma Ellery è un investigatore. E se la calamità che è stata profetizzata fosse il primo delitto mai verificatosi a memoria d'uomo in quella sorta di paradiso terrestre?

## Personaggi principali
- Ellery Queen - il Primo
- Il Maestro
- Il Successore
- Il Sovrintendente
- Il Consiglio dei Dodici:
  - L'Acquaiolo
  - Il Carpentiere
  - Il Cronista
  - Storicai, il Magazziniere
  - Il Mugnaio
  - Il Piantatore
  - Lo Schiavo
  - La Tessitrice
  - Il Vasaio
  - Il Veterinario
  - I Due Anziani
- Otto Schmidt - proprietario dell'Emporio della Fine del Mondo
- Manuel Aquina - il Secondo

## Critica
Il testo fu scritto, sulla base di una sceneggiatura di Frederic Dannay, da Avram Davidson e revisionato da Dannay e Lee.
Molti critici, tra i quali il francese Rémi Schultz, hanno messo in rilievo la simbologia religiosa del romanzo, che si svolge durante la settimana santa, concludendosi il giorno di Pasqua. Vi sono evidenti riferimenti biblici (il tesoro che ispira il delitto è composto da trenta antiche monete d'argento; il nome della vittima, Storicai, è un anagramma di "Iscariot", e così via). Dannay affermò che la principale fonte di ispirazione per la trama era stata l'allora recente scoperta dei Manoscritti del Mar Morto.
Nel 1978 il romanzo vinse il prestigioso Grand prix de littérature policière per il miglior romanzo straniero.

## Edizioni
- Ellery Queen, ...e l'ottavo giorno..., collana I classici del giallo, traduzione di Moma Carones, n. 182, Milano, Mondadori, 1974, ISSN 0009-8426 (WC · ACNP), SBN UBO1233853.
- Ellery Queen, ...e l'ottavo giorno..., collana I classici del giallo, traduzione di Moma Carones, n. 1102, Milano, Mondadori, 2006, ISSN 0009-8426 (WC · ACNP), SBN RAV1419345.